# Kamil Gradek
Kamil Gradek (17 de septiembre de 1990) es un ciclista polaco, miembro del equipo Team Bahrain Victorious.

## Palmarés
2013
- 1 etapa del Bałtyk-Karkonosze Tour

2014
- Memorial Andrzeja Trochanowskiego
- 1 etapa de la Carrera de la Solidaridad y de los Campeones Olímpicos
- Tour de China I, más 1 etapa

2015
- 2.º en el Campeonato de Polonia Contrarreloj

2017
- Ronde van Midden-Nederland

2019
- 2.º en el Campeonato de Polonia Contrarreloj

2020
- Campeonato de Polonia Contrarreloj  [2]

2022
- 2.º en el Campeonato de Polonia Contrarreloj

2023
- 3.º en el Campeonato de Polonia Contrarreloj

2024
- 2.º en el Campeonato de Polonia Contrarreloj

## Resultados en Grandes Vueltas y Campeonatos del Mundo
| Carrera              | Carrera              | 2013 | 2014 | 2015 | 2016 | 2017 | 2018 | 2019  | 2020  | 2021 | 2022  | 2023  | 2024  | 2025  |
| -------------------- | -------------------- | ---- | ---- | ---- | ---- | ---- | ---- | ----- | ----- | ---- | ----- | ----- | ----- | ----- |
|                      | Giro de Italia       | —    | —    | —    | —    | —    | —    | 129.º | 104.º | —    | —     | —     | —     | —     |
|                      | Tour de Francia      | —    | —    | —    | —    | —    | —    | —     | —     | —    | 117.º | —     | —     | 155.º |
|                      | Vuelta a España      | —    | —    | —    | —    | —    | —    | —     | —     | —    | —     | 130.º | 133.º | —     |
| Mundial en Ruta      | Mundial en Ruta      | —    | —    | —    | —    | —    | —    | —     | —     | —    | —     | —     | —     | —     |
| Mundial Contrarreloj | Mundial Contrarreloj | —    | —    | —    | —    | —    | —    | 23.º  | 20.º  | —    | —     | —     | —     | —     |

—: no participa

Ab.: abandono